# Dunn Dunn
«Dunn Dunn» — второй сингл из дебютного сольного альбома Shawty Lo южной хип-хоп группы D4L, выпущенный 22 февраля 2008 года в качестве второго сингла из его дебютного сольного альбома Units in the City (2008). Синглу, продюсерами которого были Терияки Смит и Кори Уэй, предшествовала песня "Dey Know", а за ней — «Foolish».
Часть трека присутствует в третьем сингле Shawty Lo, «Foolish», играя в конце. Тем не менее, в конце видео показано: «To be continued», что означает «Продолжение следует». Продюсером трека стал Sunny Beatz.

## Remix
- Рэпер Ace Hood использовал инструментал трека для своего фристайла, под названием «We Here (Dunn, Dunn)», в своём микстейпе Ace Won’t Fold.

## Чарты
| Чарт (2008)                          | Пик позиция |
| ------------------------------------ | ----------- |
| U.S. Billboard Hot R&B/Hip-Hop Songs | 62          |

## Внешние ссылки
- Full lyrics of this song на MetroLyrics